# Lesotho na Mistrzostwach Świata w Lekkoatletyce 2011
Lesotho na Mistrzostwach Świata w Lekkoatletyce 2011 było reprezentowany przez 2 zawodników – 1 kobietę i 1 mężczyznę.

## Wyniki reprezentantów Lesotho

### Mężczyźni

#### Konkurencje biegowe
| Konkurencja   | Zawodnik      | Runda 1  | Runda 1 | Runda 2  | Runda 2 | Półfinał | Półfinał | Finał    | Finał   |
| Konkurencja   | Zawodnik      | Rezultat | Pozycja | Rezultat | Pozycja | Rezultat | Pozycja  | Rezultat | Pozycja |
| ------------- | ------------- | -------- | ------- | -------- | ------- | -------- | -------- | -------- | ------- |
| Bieg na 200 m | Mosito Lehata | 21,03    | 36      | NQ       | NQ      | NQ       | NQ       | NQ       | NQ      |

### Kobiety

#### Konkurencje biegowe
| Konkurencja | Zawodniczka       | Runda 1  | Runda 1 | Runda 2  | Runda 2 | Półfinał | Półfinał | Finał    | Finał   |
| Konkurencja | Zawodniczka       | Rezultat | Pozycja | Rezultat | Pozycja | Rezultat | Pozycja  | Rezultat | Pozycja |
| ----------- | ----------------- | -------- | ------- | -------- | ------- | -------- | -------- | -------- | ------- |
| Maraton     | Moleboheng Mafata | NQ       | NQ      | NQ       | NQ      | NQ       | NQ       | 3:28,30  | 45      |